# Lorella Stefanelli
Lorella Stefanelli, född 20 februari 1959, är en sanmarinsk politiker som har varit landets statschef.

## Bakgrund och privatliv
Stefanelli är jurist och har studerat vid universitetet i Bologna. Mellan 1991 och 1994 arbetade hon som notarie och jurist. Därutöver undervisade hon i ett gymnasium. Efter detta började hon arbeta i det institut som är ansvarigt för val och befolkningsstatistik. Till 2012 arbetade hon i andra olika statliga institut..
Hon är gift med Silvano Di Mario. Paret har två barn, och familjen bor i Serravalle..

## Politisk karriär
Stora och allmänna rådet i SAN Marino valde Stefanelli tillsammans med Nicola Renzi till regerande kapten i september 2015.
Efter detta har hon tjänstgjort bl.a. som direktör för RTV San Marino.